# V. simfonija u e-molu op. 64
V. simfonija u e-molu op. 64 je uz IV. simfoniju u f-molu i VI. simfoniju u h-molu "Patetičnu" najpoznatija simfonija Petra Iljiča Čajkovskog. Skladana je deset godina kasnije nakon IV. simfonije i Manfred simfonije. Skladao ju je u tri tjedna tijekom 1888. godine u vikendici Frolowskoje kod Klina. Praizvedba je bila 17. studenoga u Sankt Peterburgu. Simfonija je posvećena Theodoru Avé-Lallemantu.

### Sastav orkestra
- 3 flaute (3. i kao piccolo)
- 2 oboe
- 2 klarineta
- 2 fagota
- 4 roga
- 2 trube
- 3 trombona
- tuba
- timpani
- gudači (violine 1. i 2., viole, violončeli, kontrabasi)

### Stavci
1. Andante — Allegro con anima (e-mol, 542 taktova)

2. Andante cantabile con alcuna licenza (D-dur, 180 taktova)

3. Valse. Allegro moderato (A-dur, 266 taktova)

4. Finale. Andante maestoso – Allegro vivace (E-dur, 565 taktova)

## Vanjske poveznice
- IMSLP: Symphony No.5, Op.64 (Tchaikovsky, Pyotr) (engl.)